# Bark at the Moon
| 전문가 평가   | 전문가 평가 |
| 평가 점수     | 평가 점수   |
| 출처          | 점수        |
| ------------- | ----------- |
| AllMusic      | [ 3 ]       |
| Metal Storm   | [ 4 ]       |
| Martin Popoff | [ 5 ]       |

《Bark at the Moon》은 1983년 12월 9일에 발매된 영국의 헤비 메탈 보컬리스트 오지 오스본의 세 번째 스튜디오 음반이다. 상업적인 성공을 거둔 《Bark at the Moon》은 《빌보드》 음반 차트에서 19위를 차지했고, 발매 후 몇 주 만에 미국에서 50만 장 이상의 판매로 골드를 인증받았다. 현재까지, 이 음반은 미국에서 300,000장 이상 팔렸다. 영국에서는 4장의 오스본 음반 중 세 번째로 영국 축음기 협회의 실버 인증 (판매량 6만 장)을 획득해 1984년 1월, 이를 달성했다. 이 음반은 1995년에 다시 CD로, 2002년에 다시 (다른 믹스로) 리마스터드 되었다. 이 음반은 기타리스트인 제이크 E. 리와 드러머 토미 알드리지가 참여한 유일한 스튜디오 음반이다.

## 배경
《Bark at the Moon》은 오지 오스본의 유일한 음반으로, 이 곡은 전적으로 오스본에게 돌아갔다. 하지만 기타리스트인 제이크 E. 리는 음반의 상당 부분을 작곡했지만 오스본의 아내이자 매니저인 샤론으로부터 그의 작사 및 출판 주장에서 제외되었다고 주장한다. 리는 그가 이 곡들을 작곡하고 스튜디오에서 그의 부분을 녹음한 후에 음반과 관련된 어떠한 작문이나 출판에도 대한 권리를 주장하지 않는다는 계약서를 제출받았다고 주장한다. 계약서에는 리가 이를 공개적으로 언급할 수 없다는 내용도 명시돼 있었다. 리는 법적 대리인이 없기 때문에 그리고 샤론이 거절하면 그를 해고하고 또 다른 기타리스트에게 그의 부품을 다시 녹음하라고 협박했기 때문에 계약을 체결했다고 주장한다.

## 곡 목록
모든 곡들은 오지 오스본에 의해 작사/작곡하였다.

### 미국판
| #  | 제목                               | 재생 시간 |
| -- | ---------------------------------- | --------- |
| 1. | 〈Bark at the Moon〉               | 4:16      |
| 2. | 〈You're No Different〉            | 5:49      |
| 3. | 〈Now You See It (Now You Don't)〉 | 5:10      |
| 4. | 〈Rock 'n' Roll Rebel〉            | 5:23      |

| #  | 제목                     | 재생 시간 |
| -- | ------------------------ | --------- |
| 5. | 〈Centre of Eternity〉   | 5:15      |
| 6. | 〈So Tired〉             | 4:02      |
| 7. | 〈Slow Down〉            | 4:20      |
| 8. | 〈Waiting for Darkness〉 | 5:16      |

### 유럽판
| #  | 제목                               | 재생 시간 |
| -- | ---------------------------------- | --------- |
| 1. | 〈Rock 'n' Roll Rebel〉            | 5:23      |
| 2. | 〈Bark at the Moon〉               | 4:16      |
| 3. | 〈You're No Different〉            | 5:49      |
| 4. | 〈Now You See It (Now You Don't)〉 | 5:10      |

| #  | 제목                     | 재생 시간 |
| -- | ------------------------ | --------- |
| 5. | 〈Forever〉              | 5:23      |
| 6. | 〈So Tired〉             | 4:02      |
| 7. | 〈Waiting for Darkness〉 | 5:16      |
| 8. | 〈Spiders〉              | 4:31      |

## 인증
| 국가                       | 인증        | 판매량/출하량 |
| -------------------------- | ----------- | ------------- |
| 캐나다 (뮤직 캐나다)       | 플래티넘    | 100,000^      |
| 영국 (BPI)                 | 실버        | 60,000^       |
| 미국 (RIAA)                | 3× 플래티넘 | 3,000,000^    |
| ^출하량을 기반으로 한 인증 |             |               |